# HMS Illustrious (R87)
HMS Illustrious bio je britanski nosač zrakoplova, prvi u nizu istoimene klase. Četvrti je brod u sastavu Kraljevske mornarice koji je nosio to ime.